# Combinados de Sapopemba
O Grêmio Recreativo Cultural Escola de Samba Combinados de Sapopemba é uma escola de samba da cidade de São Paulo, sediada no bairro de Vila Tolstói, localizado no distrito paulistano de Sapopemba.

## História
A escola é originária do clube de futebol São Lourenço e do já extinto bloco carnavalesco "Café com Leite", que desfilou apenas por 4 anos pelas ruas de Sapopemba. Suas cores foram escolhidas a partir das cores do Paulistano da Glória, onde desfilava a maioria dos componentes do bloco, e que depois do desfile oficial, com a mesma fantasia faziam o carnaval de Sapopemba.
Em 1984, Mestre Saraiva, o primeiro presidente, juntamente com sua diretoria, conseguiu a filiação na UESP. Assim passaram a desfilar oficialmente, seguindo uma linha de homenagens a celebridades paulistanas, tais como Inezita Barroso (1992) quando foi campeã, Maurício de Sousa (1993), Jair Rodrigues (1994) novamente sendo campeã, Tonico e Tinoco (1995). Todos os homenageados desfilaram na escola. Inezita Barroso tornou-se madrinha da Ala de Compositores da agremiação, onde desfilou novamente em 2015 quando a escola fez uma reedição da homenagem prestada a ela em 1992.
Em 2008 a escola foi campeã do Grupo 1 da UESP com um enredo em louvor a São Benedito, famoso santo negro. Assim, a Combinados chegou novamente à Liga.
Em 2009, teve o desafio de abrir a noite de desfiles do grupo de acesso do carnaval paulistano, depois de 13 anos sem desfilar entre as agremiações pertencentes à Liga das Escolas de Samba de São Paulo. Fez um desfile irregular num ano em que o grupo de acesso já se mostrava muito mais competitivo em comparação a carnavais anteriores e acabou sendo rebaixada, voltando ao grupo 1 da UESP.
Em 2010, a agremiação foi a última a desfilar, às 4:15 da manhã, obtendo o 3º lugar no grupo 1 da UESP e quase retornando ao grupo de acesso. A escola acelerou seu andamento nos minutos finais do desfile e acabou perdendo pontos no quesito evolução, que a tiraram da briga pelo título.
Em 2011, a escola fez um desfile mediano, mas pequenas falhas somadas culminaram numa somatória razoável de pontos perdidos e a agremiação sofreu um rebaixamento que a fez voltar a desfilar na rua depois de quase duas décadas desfilando no sambódromo do Anhembi.
Em 2012, a escola voltou a desfilar na rua depois de muitos anos desfilando no sambódromo do Anhembi. Fez um belo desfile e largou como favorita na briga pelo título do grupo 2 da UESP, mas obteve apenas a 5ª colocação na apuração, surpreendendo a todos.
No carnaval 2013, a escola apresentou o enredo "Viva o esplendor do verde da vida" e repetiu o mesmo 5º lugar obtido no carnaval anterior, permanecendo no grupo 2.
Em 2014, a história do gênio do carnaval Joãosinho Trinta foi o enredo da escola, conquistando o 3º lugar no grupo 2 da UESP num ano em que as 3 primeiras colocadas daquele grupo ascenderam ao grupo 1. Assim, a escola retornou ao sambódromo do Anhembi no ano seguinte.
No carnaval 2015 a Combinados homenageou novamente a cantora Inezita Barroso, fazendo uma reedição do carnaval do ano de 1992, quando a cantora foi o enredo da agremiação pela primeira vez. A escola contou com o trabalho de uma comissão de carnaval e obteve a décima colocação, se mantendo no grupo 1 da UESP depois de realizar um desfile complicado sob forte chuva.
Em 2016 a Combinados de Sapopemba levou ao sambódromo do Anhembi um enredo que contava a saga dos povos quilombolas e a união entre negros e brancos através da religião cristã, tendo a Pastoral Afro-Brasileira como destaque. A escola trouxe um dos mais belos sambas do carnaval e fez um bom desfile, voltando a figurar entre as escolas competitivas do grupo 1 da UESP.
Em 2017, a escola foi a 11ª a desfilar pelo grupo 1 da UESP e levou ao sambódromo o enredo "Lembranças de um maravilhoso jardim. Se as rosas não falam, a Combinados canta no alvorecer" e ficou com a 9ª colocação ao fim da apuração na terça-feira de carnaval.

## Segmentos

### Presidentes
| Nome                                | Mandato           | Ref.  |
| ----------------------------------- | ----------------- | ----- |
| Zilberto José da Silva "Bel Calado" | 1984 - 2014       |       |
| Zoraide Maria da Silva              | 2014 - atualidade | [ 3 ] |

### Intérpretes
| Carnavais | Intérprete Oficial | Ref. |
| --------- | ------------------ | ---- |
| 2005-2009 | Ito Melodia        |      |
| 2010-2014 | Jorge Buda         |      |
| 2015      | Vaguinho           |      |
| 2016      | Daniel Collête     |      |
| 2017-2019 | Alex Soares        |      |
| 2020-     | Jorge Buda         |      |

### Diretores
| Período | Diretor de Carnaval        | Diretor Geral de Harmonia  | Mestre de Bateria                | Ref.  |
| ------- | -------------------------- | -------------------------- | -------------------------------- | ----- |
| 2014    | Bel Calado                 | Luiz Valentim Moro "Ratto" | Juquinha - Samuel                | [ 3 ] |
| 2015    | Bel Calado                 | Luiz Valentim Moro "Ratto" | Mestre Renato Sudário            | [ 4 ] |
| 2016    | Bel Calado                 | Diego "Zulão"              | Mestre Vitor                     | [ 5 ] |
| 2017    | Bel Calado                 | Comissão de Harmonia       | Mestre Vitor                     |       |
| 2018    | Bel Calado                 | Luiz Valentim Moro "Ratto" | Reginaldo Telles (Tikinho)       |       |
| 2019    | Bel Calado                 | Diego Zulão                | Reginaldo Telles (Tikinho)       | [ 6 ] |
| 2020    | Luiz Valentim Moro "Ratto" |                            | Flavio Augusto Junior (Flavinho) |       |

### Coreógrafos
| Período       | Nome            | Ref.                |
| ------------- | --------------- | ------------------- |
| 2014-2015     | Mauricio Garcia | [ 3 ]               |
| 2016-Presente | Igor Silva      | [carece de fontes?] |

### Casal de Mestre-sala e Porta-bandeira
| Período   | Nome                              | Ref.        |
| --------- | --------------------------------- | ----------- |
| 2009      | Ruhanan Pontes e Sarah            |             |
| 2010-2017 | Ruhanan Pontes e Ana Paula Sgarbi | [ 3 ] [ 4 ] |
| 2018      | Ruhanan Pontes e Waleska Gomes    |             |
| 2019      | Anderson Guedes e Clara Bispo     | [ 7 ]       |
| 2020      | Ruhanan Pontes e Clara Bisppo     |             |

### Corte de Bateria
| Período   | Rainha          | Ref.  |
| --------- | --------------- | ----- |
| 2014      | Cleu Nascimento | [ 3 ] |
| 2015-2019 | Dayane Pontes   | [ 4 ] |
| 2020      | Lays Magdala    |       |

## Carnavais
| Ano  | Colocação | Grupo | Enredo | Carnavalesco | Ref.   |
| ---- | --- | --- | --- | --- | ------ |
| 1987 | 10º lugar | Acesso-UESP | Henricão - Rei da Folia | Comissão de Carnaval                                                                                                   |        |
| 1988 | Vice-campeã | 3-UESP | Mãe Menininha | Comissão de Carnaval                                                                                                   |        |
| 1989 | 6º lugar | 2-UESP | Lenda Nuaruaque | Comissão de Carnaval                                                                                                   |        |
| 1990 | 3º lugar | 2-UESP | Clara Nunes | Comissão de Carnaval                                                                                                   |        |
| 1991 | 4º lugar | 2-UESP | Negras Preciosas | Comissão de Carnaval                                                                                                   |        |
| 1992 | Campeã | 2-UESP | Inezita Barroso | Comissão de Carnaval                                                                                                   |        |
| 1993 | 5º lugar | 1-UESP | Maurício de Sousa nos quadrinhos da vida | Comissão de Carnaval                                                                                                   |        |
| 1994 | Campeã | 1-UESP | Só Alegria - Jair Rodrigues | Comissão de Carnaval                                                                                                   |        |
| 1995 | 7º lugar | Acesso | Do Folclore à Cultura, do Sertão a Passarela: Tônico e Tinoco                                                                                        | Comissão de Carnaval                                                                                                   |        |
| 1996 | 9º lugar | Acesso | Extra! Extra! O Rei das Bancas Chegou | Comissão de Carnaval                                                                                                   |        |
| 1997 | 3º lugar | 1-UESP | Lá Vem o Sapo | Comissão de Carnaval                                                                                                   |        |
| 1998 | 4º lugar | 1-UESP | Viva a Vida em São Caetano do Sul | Magoo |        |
| 1999 | 6º lugar | 1-UESP | Sou do Samba, Sou da Paz | Magoo |        |
| 2000 | 8º lugar | 1-UESP | Bexiga 2000: Vai Vai 70 Anos | Magoo |        |
| 2001 | 7º lugar | 1-UESP | Sérgio Reis do tamanho do Brasil | Hilton Gomes |        |
| 2002 | 4º lugar | 1-UESP | Coração e lutas, as armas do nosso povo | Hilton Gomes |        |
| 2003 | 7º lugar | 1-UESP | Aos vencedores, as batatas | Hilton Gomes |        |
| 2004 | Vice-campeã | 1-UESP | Soy latino americano – Soy loco por ti São Paulo capital do Mercosul                                                                                 | Magoo |        |
| 2005 | 6º lugar | Acesso | Do caminho do mar à industrialização, salve São Bernardo do Campo, pedaço do meu Brasil!                                                             | Magoo |        |
| 2006 | 8º lugar | 1-UESP | A fantástica viagem ao mundo do brinquedo | Magoo |        |
| 2007 | 4º lugar | 1-UESP | Sou negro, sou paulistano, sou cultura | Magoo |        |
| 2008 | Campeã | 1-UESP | Devotos ou não, seus filhos aqui estão! Salve Tietê! Salve São Benedito!                                                                             | Léo Santos |        |
| 2009 | 7º lugar | Acesso | Da pré-história ao meu carnaval. O Sapopemba mostra suas caras                                                                                       | Magoo |        |
| 2010 | 3º lugar | 1-UESP | Da prata ao ouro. Fazer o bem sem olhar a quem! | Victor Lima e Hilton Gomes                                                                                             |        |
| 2011 | 11º lugar | 1-UESP | A carta da felicidade | |        |
| 2012 | 5º lugar | 2-UESP | Cordel, a história que o povo canta | Magoo |        |
| 2013 | 5º lugar | 2-UESP | Viva o esplendor do verde da Vida Compositor: Rafael Pínah                                                                                           | Bel Calado |        |
| 2014 | 3º lugar | 2-UESP | A paulicéia coroa Joãosinho Trinta, canta sua história em uma só voz... Hoje nada é proibido, mas mesmo assim olhai por nós Compositor: Rafael Pínah | Léo Santos | [ 8 ]  |
| 2015 | 10º lugar | 1-UESP | Brilha estrela da manhã - Inesita Barroso | Comissão de Carnaval                                                                                                   | [ 4 ]  |
| 2016 | 8º lugar | 1-UESP | Sou quilombola resistência! Nos olhos do Brasil, a pastoral da pele escura surgiu Compositor: Rafael Pínah                                           | Léo Santos e Douglas Souza                                                                                             | [ 5 ]  |
| 2017 | 9° lugar | 1-UESP | Lembranças de um maravilhoso jardim. Se as rosas não falam, a Combinados canta no alvorecer Compositor: Rafael Pínah                                 | Léo Santos |        |
| 2018 | 8º lugar | Acesso 2 | Mamonas: Um show de felicidade | Léo Santos | [ 9 ]  |
| 2019 | 12º lugar | Acesso 2 | A Bença minha Mãe Baiana! Compositores: Wladimir Nascimento, Alex Oliveira e Rodrigo da Corte.                                                       | Magoo | [ 10 ] |
| 2020 | 3° lugar | Especial de Bairros | Papo Reto é Almir Guineto! Compositor: Rafael Pinah                                                                                                  | Léo Santos | [ 11 ] |
| 2021 | Inicialmente adiados para o mês de julho, os desfiles do Carnaval 2021 foram cancelados devido a pandemia de Covid-19. | Inicialmente adiados para o mês de julho, os desfiles do Carnaval 2021 foram cancelados devido a pandemia de Covid-19. | Inicialmente adiados para o mês de julho, os desfiles do Carnaval 2021 foram cancelados devido a pandemia de Covid-19.                               | Inicialmente adiados para o mês de julho, os desfiles do Carnaval 2021 foram cancelados devido a pandemia de Covid-19. | [ 12 ] |
| 2022 | 2° lugar | Especial de Bairros | Ossain, é tempo de cura! | Léo Santos |        |
| 2023 | 6º Lugar | Especial de Bairros | Nego D’Água - Um mistério no Velho Chico | Léo Santos | [ 13 ] |
| 2024 | 7º Lugar | Especial de Bairros | Acorda Maria Bonita | Léo Santos | [ 14 ] |
| 2025 | 10º Lugar | Especial de Bairros | Clara, Eternas Canções Compositor: Souza do Banjo | Ricardo Dias |        |
| 2026 | | Especial de Bairros | Muiraquitã no Mibaraió; o Cururu Rouqueja da Pajelança ao Babaçuê                                                                                    | Sane |        |